# Lycostommyia
Lycostommyia is een vliegengeslacht uit de familie van de roofvliegen (Asilidae).

## Soorten
- L. albifacies (Hermann, 1907)
- L. atrifrons Londt, 1992
- L. mopani Londt, 1992
- L. ornithopus Londt, 1992
- L. rhabdotus Londt, 1992
- L. trichotus Londt, 1992